# Cedar Ridge Country Club

Cedar Ridge Country Club är en privat golfklubb som ligger i Broken Arrow, Oklahoma i USA. Golfklubben grundades 1967.
Golfklubben har en golfbana och som designades av Joseph S. Finger. Den har 18 hål och 71 i par. Golfbanan är totalt 6 666 meter (7 290 yards).
Cedar Ridge Country Club kommer stå som värd för Liv Golf Tulsa, som ska spelas i mitten av maj 2023. Golfklubben har också stått som värd för 1983 års US Women's Open och LPGA Tour-tävlingen Sem Group Championship Presented by John Q. Hammons, där Annika Sörenstam vann 2004 och 2005 års upplagor.